# Listă de conducători ai Bhutanului
Bhutan a fost fondat și unificat ca o țară de către Shabdrung Ngawang Namgyal la mijlocul anilor 1600.  După decesul său, pentru trei sute de ani, țara a urmat "sistemul dual de guvernare", care a împărțit controlul între un conducător administrativ, numit Druk Desi, și un lider religios, Je Khenpo.  În realitate, liderii regionali, guvernatorii regiunilor Bhutanului, numiți Penlop, au administrat adesea de-a lungul timpului districtele lor de guvernare contrar liderilor administrativi ai țării, până la crearea unei monarhii unificate la începutul secolului 20. 

## Druk Gyalpo (Regii Bhutanului)
Monarhia a fost stabilită în 1907, unificând țara sub controlul familiei Wangchuck, conducători tradiționali, penlopi ai districtului Trongsa.  Regele Bhutanului este cunoscut în mod formal ca Druk Gyalpo, Regele Dragon. 
- Ugyen Wangchuck (1861 – 1926) "Primul Rege" a domnit 17 decembrie 1907 – 21 august 1926
- Jigme Wangchuck (1902/1906 – 1952) "Al Doilea Rege" a domnit 21 august 1926 – 24 martie 1952
- Jigme Dorji Wangchuck (1929 – 1972) "Al Treilea Rege" a domnit 24 martie 1952 – 24 iulie 1972
- Jigme Singye Wangchuck (1955) "Al Patrulea Rege" a domnit 24 iulie 1972 - 16 decembrie 2006, dată la care a abdicat, cu efect imediat, în favoarea fiiului său
- Jigme Khesar Namgyal Wangchuck (1980) "Al Cincilea Rege" care domnește începând cu 16 decembrie 2006.

Bhutan va sărbători 100 de ani de monarhie în 2007.
 

## Druk Desis (conducători administrativi)
- Gedun Chomphel (d. 1701) 1695 - 1701
- Ngawang Tshering 1701 - 1704
- Umdze Peljor 1704 - 1707
- Druk Rabgye (d. 1729) 1707 - 1719
- Ngawang Gyamtsho (d. 1729) 1719 - 1729
- Mipham Wangpo 1729 - 1736
- Khuwo Peljor 1736 - 1739
- Ngawang Gyaltshen 1739 - 1744
- Sherab Wangchuck 1744 - 1763
- Druk Phuntsho 1763 - 1765
- Druk Tendzin I 1765 - 1768
- Donam Lhundub (d. 1773) 1768 - 1773
- Kunga Rinchen 1773 - 1776
- Jigme Singye (1742 - 1789) 1776 - 1788
- Druk Tendzin II 1788 - 1792
- Tashi Namgyal 1792 - 1799
- Druk Namgyal 1799 - 1803
- Tashi Namgyal (pentru a 2-a oară) 1803 - 1805
- Sangye Tendzin 1805 - 1806
- Umdze Parpop 1806 - 1808
- Bop Choda 1808 - 1809
- Tsulthrim Drayga (n. 1790 - d. 1820) 1809 - 1810
- Jigme Dragpa II 1810 - 1811
- Yeshey Gyaltshen (n. 1781 - 1830) 1811 - 1815
- Dorji Namgyel 1815
- Sonam Drugyal  1815 - 1819
- Tendzin Drugdra 1819 - 1823
- Choki Gyaltshen 1823 - 1831
- Dorji Namgyal 1831 - 1832
- Adap Thinley 1832 - 1835
- Choki Gyaltshen (a 2-a oară) 1835 - 1838
- Dorji Norbu 1838 - 1847
- Tashi Dorji 1847 - 1850
- Wangchuk Gyalpo 1850
- Jigme Norbu (în Thimphu) 1850 - 1852
- Chagpa Sangye (în Punakha) 1851 - 1852
- Damcho Lhundrup 1852 - 1856
- Kunga Palden (în Punakha) 1856 - 1861
- Sherab Tharchin (în Thimphu) 1856 - 1861
- Phuntsho Namgyal 1861 - 1864
- Tshewang Sithub 1864
- Tsulthrim Yonten 1864
- Kagyu Wangchuk 1864
- Tshewang Sithub (a 2-a oară) 1864 - 1866
- Tsondru Pekar 1866 - 1870
- Jigme Namgyal (n. 1825 - d. 1881) 1870 - 1873
- Kitsep Dorji Namgyal 1873 - 1877
- Jigme Namgyal (a 2-a oară) 1877 - 1878
- Kitsep Dorji Namgyal (a 2-a oară) 1878 - 1879
- Chogyal Zangpo (d. 1880) {martie|martie]] 1879 - iunie 1880
- Jigme Namgyal (a 3-a oară) 1880 - iulie 1881
- Lam Tshewang (n. 1836 - d. 1883) 1881 - mai 1883
- Gawa Zangpo 16 mai 1883 - 23 august 1885
- Sangye Dorji (d. 1901) 1885 - 1901
- Yeshe Ngodub (n. 1851 - d. 1917) 1903 - 1905